# Kuomintang
O Kuomintang ou Guomindang é um partido politico de centro-direita que atuou na China e opera hoje em Taiwan. Historicamente, o Kuomintang é um partido de esquerda e tem suas origens na Revolução Xinhai, após transformar a Aliança Revolucionária Chinesa em um partido de facto.
Criado por Sun Yat-sen em 1912 e reorganizado durante a Segunda Revolução em 1919, como sucessor do Tongmenghui, fundou da República da China e foi o principal partido opositor do Governo Beiyang. Recuperando o governo da China em 1928 e perdendo novamente com a tomada do poder pelos comunistas, em 1949. Desde então, sua influência se limita ás chamadas Áreas Livres da República da China, onde até 1986, era um dos únicos partidos autorizados a exercer poder. Era o partido majoritário no Legislativo Yuan, até às eleições de 2016, quando o Partido Democrático Progressista conquistou a maioria das cadeiras parlamentares e a presidência do país. O atual Presidente do Kuomintang é Eric Li-luan Chu. Apesar de estar como oposição do governo, a influencia politica do Kuomintang ainda é forte, em vista de que foi o partido quem escreveu a constituição da República da China, compartilha o Hino Nacional da República da China tanto hino do partido como hino do país, além de símbolos e figuras nacionais.
O KMT é um partido originalmente socialista que defendeu a redistribuição de terras, anticapitalismo, anti-imperialismo e o bem-estar social. Sob o inicio direção de Chiang Kai-Shek, apesar de características fascistas, ainda defendeu o anticapitalismo, anti-imperialismo e passou a promover o anticomunismo além de reformas socialistas. A partir de 1950, o KMT retornou a ideologia socialista vindo a virar o partido mais conservador e menos radical em 1990 com o ínicio da abertura democrática de Taiwan; ele é também um membro da União Internacional Democrata, à qual também pertencem o Partido Republicano dos Estados Unidos, o CDS-PP português, o Partido Democrata brasileiro, o Partido Popular espanhol, entre outros.
Ademais, atualmente o KMT tem em sua base o conservadorismo e os Três Princípios do Povo e procurou ter relações com outros partidos como Partido Comunista Chinês, Partido Nacionalista do Vietnã (ou VNQDD, ou ainda, Partido do Povo), além de outros partidos de características nacionalista, socialistas ou conservadoras.

## Nome
O partido é, internacionalmente, chamado de Partido Nacionalista Chinês, Kuomintang, Guomintang (KMT; GMD; chinês tradicional: 中國國民黨; pinyin: Zhōngguó Guómíndǎng); ele também pode ser chamado ainda como Kuomintang de Taiwan, para diferenciar de sua versão dentro da República Popular da China, ou apenas Kuomintang da China para dizer que é o "Partido Nacionalista da China." (Kuomintang é a tradução literal de "Partido Nacionalista" ou "Partido Nacional".

## História

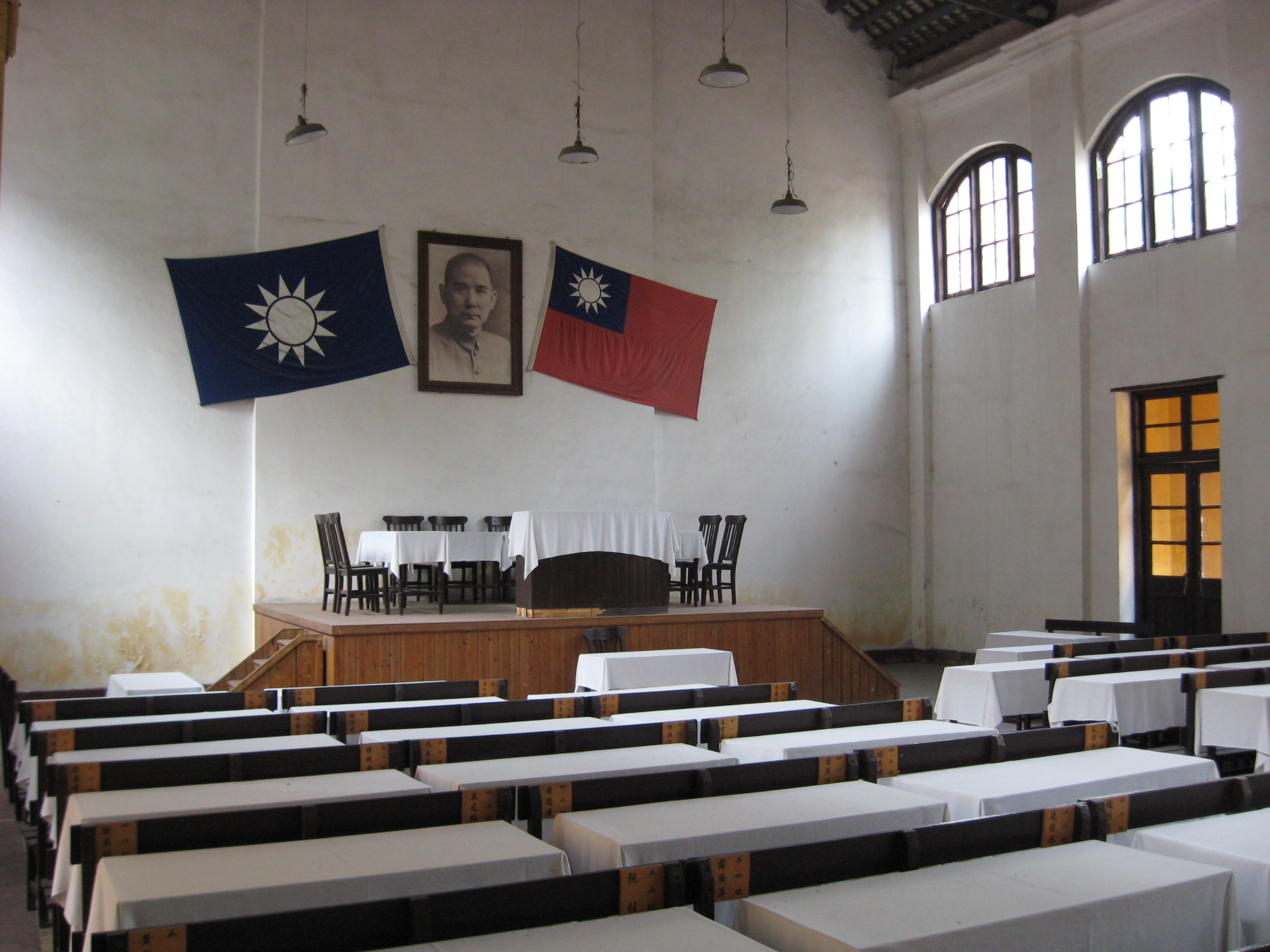
Local do 1° Congresso Nacional do Kuomintang em 1924

O Kuomintang é o sucessor do Tongmenghui de 1905, sendo reformado e colocado com Kuomintang após a Revolução Xinhai de 1911, que depôs a dinastia Qing ou manchu e estabeleceu uma república na China.

### Governo Provisório
Sun Yat-Sen, fundador do Kuomintang e seus antecessores, foi proclamado como o Presidente da República da China, no entanto, para firmar a República da China e conter os ultimos exércitos monarquistas Qing, ele teve de entregar o poder para o antigo General da dinastia Qing Yuan Shikai que servia ainda como Primeiro-Ministro da China. Shikai no entanto tentou brevemente restaurar a monarquia como imperador, como reação, Sun Yat-sen declarou a Guerra de Proteção Nacional e a Segunda Revolução. Com o vácuo de poder após a renuncia de Yuan Shikai, a China se dividiu em feudos dominados por senhores locais, que tinham exércitos privados, conhecidos como os Senhores da Guerra da China; não havia verdadeiramente um poder central, no entanto, o Senhor que dominasse a cidade Pequim, adquiria reconhecimento internacional e tinha acesso aos impostos da China. Essa era ficou conhecida como o Governo de Beiyang. O partido realizou então o seu primeiro congresso em 1924, sob a liderança de Sun Yat-sen. Aliando-se com o Partido Comunista da China para formar a Primeira Frente Unida, e com apoio logístico e militar da União Soviética, Sun começou a planejar uma segunda expedição para reunificar a China, mas acabou morrendo devido a um Câncer, em Março de 1925.
Chiang Kai-shek, inicialmente fraco dentro do partido, foi o militar que herdou a liderança do partido após a morte de Sun, em 1925. Decidido a reunificar a China, formou o novo exército do Kuomintang, o Exército Nacional Revolucionário, e com o primeiro objetivo de acabar com os senhores da guerra, encabeçado pelo Marechal Zhang Zuolin, lançando assim Expedição do Norte, Durante a expedição, Chiang Kai-Shek ameaçou o Reino Unido, que via como um poder imperialista na China, e após ameaças e negociações devolveu as concessões britânicas em Hankou e Jiujiang, embora se recusou a entregar Xangai. A capital foi transferida para a cidade de Nanquim após a captura da cidade, dando início da Década de Nanquim.

### Década de Nanquim
A Década de Nanquim foi um dos únicos períodos onde o partido realmente governou a China de fato. Em 1927 houve uma ruptura entre o Kuomintang e os Comunistas, levando a um expurgo dos comunistas chamado de Massacre de Xangai, esse evento foi que deu início à Guerra Civil Chinesa. Em 1928 a expedição se termina com a China nominalmente unificada e os senhores da guerra de Beiyang pacificados. Em 1929, três senhores da guerra aliados de Chiang: Yan Xishan, Feng Yuxiang e Li Zongren, tentaram derrubar o novo governo central, resultando na Guerra das planícies centrais. Em 1934, as forças nacionalistas cercaram as tropas comunistas, forçando-as a abandonar as suas posições no Sul, o que deu origem à chamada Longa Marcha. Apesar do conflito com o Partido Comunista, o Kuomintang ainda recebia apoio soviético e de outros movimentos comunistas, principalmente pelas suas atitudes dadas como agressiva contra o ocidente.

### Segunda Guerra Sino-Japonesa

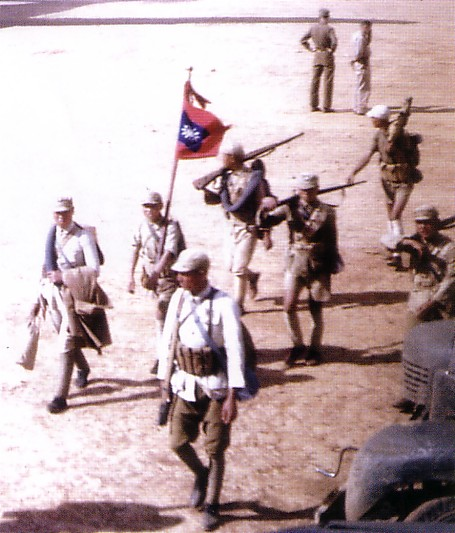
Soldados do Exército Nacional Revolucionário durante a Segunda Guerra Sino-Japonesa

Em Julho de 1937, o Japão atacou a China e os comunistas, sob a palavra de ordem "chineses não devem lutar contra chineses", pressionaram Chang Kai-shek a uma aliança para combater o invasor em conjunto. Embora os comunistas e o Kuomintang fossem aliados, os primeiros tiveram que continuar na clandestinidade.[carece de fontes?]
Depois da derrota dos japoneses na Segunda Guerra Mundial, tanto os comunistas como o Kuomintang tentaram ocupar todo o território. Na altura, o Kuomintang tinha um exército maior e mais bem equipado. Ambos os lados principiaram a fortalecer as suas posições, preparando-se para recomeçar a guerra civil que havia sido interrompida pela invasão japonesa. A guerra civil foi retomada em 1946, estendendo-se até 1949. Nesse conflito, a Manchúria foi um campo de batalha vital, devido aos seus recursos económicos. Os norte-americanos ajudaram Chang Kai-shek a estabelecer-se na região, transportando dezenas de milhares de soldados nacionalistas para o Norte da China. Estima-se que mais de 60 mil marines americanos tenham desembarcado no país, para ocupar a capital e Tianjin.
Stalin cumpriu a promessa de retirar as suas tropas da região. Mas essa retirada fazia parte da estratégia dos comunistas, liderados por Mao Tsé-Tung, de não conservar as cidades, onde o Kuomintang era superior militarmente, e recuar para os campos em redor. Uma das directivas de Mao Tsé-Tung era "cercar as cidades com os nossos campos e, com o tempo, tomar as cidades". O Kuomintang dominava as principais cidades mas perdia gradualmente o controle dos campos e começava a encontrar dificuldades em efectuar o recrutamento. Os comunistas passaram a dominar o Norte da Manchúria e grande parte dos campos.
Em finais de 1947, pela primeira vez, as tropas comunistas superavam em número as do inimigo. A principal razão para este facto estava nas promessas comunistas de promover a nova política de "terra para quem a trabalha", que fazia com que os camponeses se sentissem apoiados na luta para preservarem as suas terras.
Chang Kai-shek entrara entretanto em conflito com muitos dos seus principais generais, transferindo comandantes de um lado para o outro, o que veio a provocar uma quebra no moral das tropas.
Nos começos de 1948, a inflação atingira um valor inimaginável nas áreas controladas pelo Kuomintang. Para a população civil a situação estava a tornar-se desesperadora. O estado-maior do Kuomintang estava dividido quanto à estratégia a adoptar.[carece de fontes?]
Em Setembro detinha apenas três redutos na Manchúria. Ao longo do conflito, tinham-se rendido ou passado para o lado dos comunistas mais de um milhão de soldados do Kuomintang. Embora os aviões norte-americanos continuassem a apoiar os nacionalistas, a 2 de Novembro toda a Manchúria estava em poder dos comunistas.

### Período de Lei Marcial
Em 1949, o governo nacionalista fugiu para Taiwan, ou Formosa, onde a ilha tornou-se o refúgio do Kuomintang, que decretou a lei marcial e, sob a proteção americana, instaura um governo nacionalista, que não reconhece a República Popular da China, administrada pelo Partido Comunista da China.
Ainda sob o sistema Dang Guo adotado por Sun Yat-sen após a Segunda Revolução, o Kuomintang passou a reprimir e caçar atividades que de acordo com o governo poderiam ser comunistas, iniciando o Terror Branco em Taiwan, que durou até 1975 quando Chiang Kai-Shek morreu e Yen Chia-kan assumiu a posição de Presidente da República da China, também membro do Kuomintang, até 1978 quando o filho de Chiang Kai-Shek, Chiang Ching-kuo que serviu como Primeiro-Ministro da República da China entre 1972 até 1978 e Presidente da República China entre 1978 até 1988.
Chiang Ching-Kuo em 15 de Julho de 1987, apenas um ano antes de sua morte, decretou o fim da Lei Marcial e passou a abrir a República da China para democracia direta, desfazendo o unipartidarismo, dando poder aos poucos para que partidos como o Partido Democrático Progressista podessem se eleger.

### Atualidade
Após a morte de Ching-Kuo, outro membro do Kuomintang, Lee Teng-hui, considerado o pai da democracia em Taiwan, ficou na presidência entre 1988 até 2000.

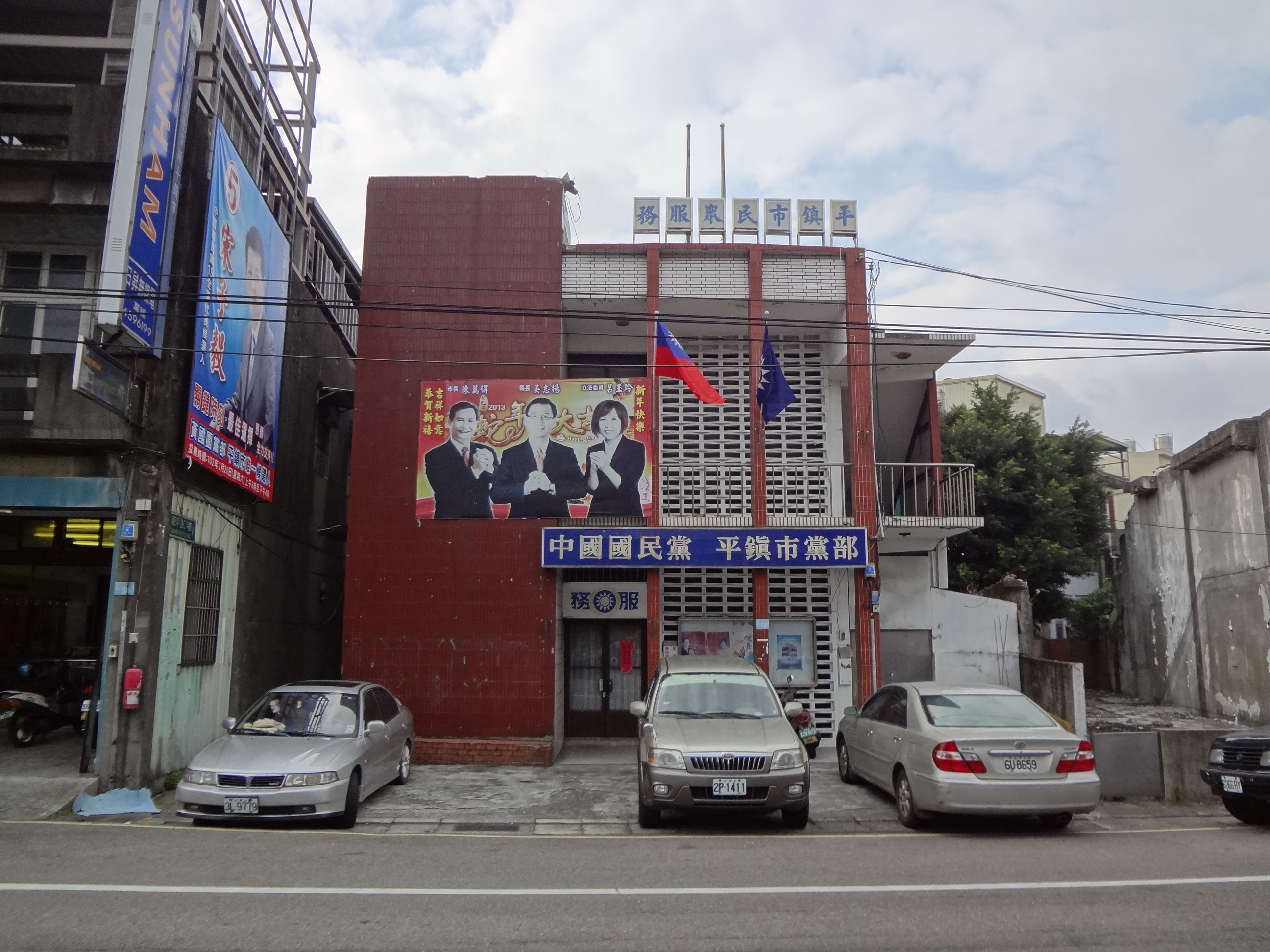
Filial local do Kuomintang em Taoyuan, Taiwan

Em 2008 e 2012, Ma Ying-Jeou foi eleito Presidente da República da China, mantendo uma posição mais nacionalista em relação a República Popular da China, até Eric Chu ser derrotado nas eleições gerais de 2016; desde então todos os presidentes tem sido filiados ao Partido Democrático Progressista.
Apesar das derrotas presidenciais, o Kuomintang continuou detendo a maior parte dos assentos no Yuan Legislativo, Parlamento da República da China.

## Organização
O Kuomintang atualmente possui um Presidente que nomea um Secretário-Geral, no qual deve ser aceito pelo Comitê Central.

## Resultados das eleições em Taiwan

### Eleições presidenciais
| Eleição | Candidato       | Companheiro de chapa    | Total de votos | Proporção de votos | Resultado |
| ------- | --------------- | ----------------------- | -------------- | ------------------ | --------- |
| 1948    | Chiang Kai-shek | Li Zongren              | 2 430          | 90,03%             | Eleito    |
| 1996    | Lee Teng-hui    | Lien Chan               | 5 813 699      | 54,0%              | Eleito    |
| 2000    | Lien Chan       | Vincent Siew            | 2 925 513      | 23,1%              | Perdeu    |
| 2004    | Lien Chan       | James Soong ( PPP)      | 6 423 906      | 49,8%              | Perdeu    |
| 2008    | Ma Ying-jeou    | Vincent Siew            | 7 658 724      | 58,4%              | Eleito    |
| 2012    | Ma Ying-jeou    | Wu Den-yih              | 6 891 139      | 51,6%              | Eleito    |
| 2016    | Eric Chu        | Wang Ju-hsuan ( Ind.)   | 3 813 365      | 31,0%              | Perdeu    |
| 2020    | Han Kuo-yu      | Chang San-cheng ( Ind.) | 5 522 119      | 38,6%              | Perdeu    |
| 2024    | Hou Yu-ih       | Jaw Shaw-kong           | 4 671 021      | 33,5%              | Perdeu    |

### Eleições legislativas
| Eleição | Cadeiras ganhas | Votos totais | Porcentagem | Mudanças    | Líder do partido | Status               | Presidente       |
| ------- | --------------- | ------------ | ----------- | ----------- | ---------------- | -------------------- | ---------------- |
| 1948    | 716 / 759       |              |             |             | Chiang Kai-shek  | Maioria              | Chiang Kai-shek  |
| 1969    | 8 / 11          |              |             |             | Chiang Kai-shek  | Maioria              | Chiang Kai-shek  |
| 1972    | 41 / 51         |              |             |             | Chiang Kai-shek  | Maioria              | Chiang Kai-shek  |
| 1975    | 42 / 52         |              |             |             | Chiang Ching-kuo | Maioria              | Yen Chia-kan     |
| 1980    | 79 / 97         |              |             |             | Chiang Ching-kuo | Maioria              | Chiang Ching-kuo |
| 1983    | 83 / 98         |              |             |             | Chiang Ching-kuo | Maioria              | Chiang Ching-kuo |
| 1986    | 79 / 100        |              |             |             | Chiang Ching-kuo | Maioria              | Chiang Ching-kuo |
| 1989    | 94 / 130        |              |             |             | Lee Teng-hui     | Maioria              | Lee Teng-hui     |
| 1992    | 95 / 161        | 5 030 725    | 53,0%       | 7 cadeiras  | Lee Teng-hui     | Maioria              | Lee Teng-hui     |
| 1995    | 85 / 164        | 4 349 089    | 46,1%       | 12 cadeiras | Lee Teng-hui     | Maioria              | Lee Teng-hui     |
| 1998    | 123 / 225       | 4 659 679    | 46,4%       | 7 cadeiras  | Lee Teng-hui     | Maioria              | Lee Teng-hui     |
| 1998    | 123 / 225       | 4 659 679    | 46,4%       | 7 cadeiras  | Lee Teng-hui     | Oposição majoritária | Chen Shui-bian   |
| 2001    | 68 / 225        | 2 949 371    | 31,3%       | 46 cadeiras | Lien Chan        | Oposição plural      | Chen Shui-bian   |
| 2004    | 79 / 225        | 3 190 081    | 34,9%       | 11 cadeiras | Lien Chan        | Oposição plural      | Chen Shui-bian   |
| 2008    | 81 / 113        | 5 291 512    | 53,5%       | 41 cadeiras | Wu Po-hsiung     | Oposição majoritária | Chen Shui-bian   |
| 2008    | 81 / 113        | 5 291 512    | 53,5%       | 41 cadeiras | Wu Po-hsiung     | Maioria              | Ma Ying-jeou     |
| 2012    | 64 / 113        | 5 863 379    | 44,5%       | 17 cadeiras | Ma Ying-jeou     | Maioria              | Ma Ying-jeou     |
| 2016    | 35 / 113        | 3 280 949    | 26,9%       | 29 cadeiras | Eric Chu         | Minoria              | Tsai Ing-wen     |
| 2020    | 38 / 113        | 4 723 504    | 33,3%       | 3 cadeiras  | Wu Den-yih       | Minoria              | Tsai Ing-wen     |
| 2024    | 52 / 113        | 4 764 576    | 34,6%       | 14 cadeiras | Eric Chu         | Minoria              | Lai Ching-te     |